# Alberto Agapito Ledo
Alberto Agapito Ledo (La Rioja, 2 de julio de 1955 - Monteros, 17 de junio de 1976) fue un estudiante de historia argentino desaparecido durante la dictadura militar autodenominada Proceso de Reorganización Nacional que gobernaba.

## Contexto de su desaparición
Ledo estudiaba la licenciatura de Historia. En 1976 se encontraba cumpliendo el servicio militar obligatorio en el Batallón de Ingenieros de Construcciones 141 de la ciudad de La Rioja. El 20 de mayo de 1976 ―en el marco del Operativo Independencia― fue trasladado a la ciudad de Monteros, en la provincia de Tucumán, hasta una Unidad de Operaciones Antiterroristas.
El 17 de junio de 1976, Alberto Ledo ―asistente del militar César Milani― fue requerido por el capitán Esteban Sanguinetti para hacer una recorrida por la zona. Tras la tercera ronda, Sanguinetti regresó sin la compañía de Ledo. Al día siguiente sus compañeros de campamento recibieron la orden de retirar el equipo del soldado.
El 4 de julio de 1976, ante la falta de noticias, su madre viajó a la base militar donde había estado prestando servicios. Una vez allí, le informaron verbalmente que su hijo había desertado. Varios años después, tras el retorno a la democracia, el entonces jefe del Estado Mayor General del Ejército Argentino, Ricardo Pianta, respondió un pedido del ministro de Defensa Raúl Borrás el 12 de julio de 1984, con la fotocopia de las actuaciones labradas por la deserción del conscripto.
En 2013 el gobierno de Cristina Fernández de Kirchner designó a César Milani como jefe del Estado Mayor General del Ejército, lo cual suscitó una controversia, tras los testimonios de algunos compañeros del servicio militar de Ledo, que vincularían al militar con la desaparición del soldado, al considerar que Ledo era su asistente.

## Causa Judicial
El 20 de octubre el exjefe de Estado Mayor General del Ejército César Milani fue citado a prestar declaración indagatoria por esta desaparición y detenido.